# Liste der Bodendenkmale im Landkreis Wittenberg

Karte des Landkreises Wittenberg

In der Liste der Bodendenkmale im Landkreis Wittenberg sind die Bodendenkmale im Landkreis Wittenberg aufgeführt. Grundlage der Einzellisten sind die in den jeweiligen Listen angegebenen Quellen.
Diese Liste ist eine Teilliste der Liste der Bodendenkmale in Sachsen-Anhalt.
Die Kulturdenkmale sind in der Liste der Kulturdenkmale im Landkreis Wittenberg erfasst.

## Aufteilung
Wegen der großen Anzahl von Bodendenkmalen im Landkreis Wittenberg ist diese Liste in Teillisten nach den Städten und Gemeinden aufgeteilt.
| Gemeinde/ Stadt        | Bodendenkmalliste                                 | Wappen | Lage | Bild eines Bodendenkmals |
| ---------------------- | ------------------------------------------------- | ------ | ---- | ------------------------ |
| Annaburg               | Liste der Bodendenkmale in Annaburg               |        |      |                          |
| Bad Schmiedeberg       | Liste der Bodendenkmale in Bad Schmiedeberg       |        |      |                          |
| Coswig (Anhalt)        | Liste der Bodendenkmale in Coswig (Anhalt)        |        |      |                          |
| Gräfenhainichen        | Liste der Bodendenkmale in Gräfenhainichen        |        |      |                          |
| Jessen (Elster)        | Liste der Bodendenkmale in Jessen (Elster)        |        |      |                          |
| Kemberg                | Liste der Bodendenkmale in Kemberg                |        |      |                          |
| Lutherstadt Wittenberg | Liste der Bodendenkmale in Lutherstadt Wittenberg |        |      |                          |
| Oranienbaum-Wörlitz    | Liste der Bodendenkmale in Oranienbaum-Wörlitz    |        |      |                          |
| Zahna-Elster           | Liste der Bodendenkmale in Zahna-Elster           |        |      |                          |